# Mauretaniens riksvapen
Mauretaniens riksvapen liknar ett statssigill med sin runda form och text runt skölden. Statens officiella namn står på både arabiska och franska. De islamska symbolerna stjärnan och halvmånen samt ett palmträd och en hirsplanta finns i själva skölden.